# 木津川 (京都府)
木津川（きづがわ）は、三重県および京都府を流れる淀川水系の支流で一級河川。三重県伊賀市で柘植川と服部川を、京都府相楽郡南山城村で名張川を集める。名張川合流点よりも上流を伊賀川と称することもある。
木津川の名前は沿岸の地名「木津」に由来し、「木津」とは奈良時代に平城京などの都城建設の木材の陸揚げ用に造られた港のことである。江戸時代には、公認の木津川六か浜（笠置、瓶原（みかのはら）、加茂、木津、吐師（はぜ）、一口（いもあらい））が置かれ、淀川合流点までの上荷船による舟運で賑わっていた。なお、中納言兼輔の歌「みかの原 わきて流るる いづみ川 ／ いつみきとてか 恋しかるらむ」（百人一首第２７番）の泉（いづみ）川とは木津川のことである。

## 地理
青山高原に源を発し、三重県伊賀市東部を北流。鈴鹿山脈の油日岳（標高694メートル）からの柘植川と、布引山地の笠取山（標高845メートル）からの服部川を伊賀市北部で合わせ、西流に転じる。
京都府に入る辺りから河谷を成し、相楽郡南山城村の夢絃峡で高見山地の三峰山（標高1,235メートル）が水源の名張川を加える。沈下橋のある南山城村、笠置町を経て木津川市に至り、再び北へ向かう。京田辺市東部から徐々に北西へと流れを変え、八幡市西端、京都府・大阪府境付近で北東からの宇治川（淀川水系本流）、北からの桂川と合流し、淀川となる。合流点の5キロメートルほど上流には、増水すると踏み板が橋脚から外れる「流れ橋」として有名な上津屋橋が架かっている。さらに上流に行くと、日本百名橋に選ばれた泉大橋がある。
伊賀市から木津川市にかけて、JR関西本線と国道163号（笠置街道）が並行する。木津川市以北の中・下流域では、東岸をJR奈良線と国道24号（奈良街道）が、西岸をJR学研都市線と近鉄京都線とが沿う。
川の周囲には茶畑が多く存在する。

## 流域の自治体
- 三重県 - 伊賀市
- 京都府（*は右岸のみに位置する自治体）- 相楽郡南山城村、相楽郡笠置町、相楽郡和束町*、木津川市、相楽郡精華町、京田辺市、綴喜郡井手町*、城陽市*、八幡市、久世郡久御山町*、京都市伏見区*

## 洪水・水害の歴史
木津川の洪水だけでなく、京都の山地は風化しやすい花崗岩が多く天井川が造られやすい。これに対し、鈴木一久は木津川が天井川化したのは、「流域の広さや地質には関係していない」とし、「木津川の本流に高い堤防が建設された結果土砂が堆積し河床が上昇した」ためとしている。また江戸時代の山からの土砂留の理由としては、花崗岩地質であることに加え、「当時の農業が、草山で刈り取った下草を田に敷き込む刈敷（かりしき）を主たる肥料としていたため、山の木を伐採し草山として維持していたことにある」とされる。（諸国山川掟を参照。）特に京都府下の木津川の支流には14の天井川があり、ひとたび堤防が決壊すると高所から濁流が流れ落ちて大惨事となる。南山城水害では木津川市山城町を流れる4つの天井川がすべて決壊して大きな被害を出した。
- 1868年（明治元年）5月18日 - 近畿地方を襲った豪雨
  - 近畿地方を襲った豪雨により、生州（出典ママ）付近で決壊[7]。
- 1885年6月-7月 - 明治大洪水（明治十八年の淀川洪水）
  - 岡崎村で128メートル、井手村で90メートルにわたり堤防が決壊[8]。
  - この後も1889年と1896年に水害が発生したため1896年から1910年にかけて「淀川改良工事」が行われた。木津川も計画水量を毎秒3,600立方メートルとするため、連続堤防の修築や宇治川との合流部が淀（京都市伏見区）付近から現在の三川合流部（京都府八幡市）に付け替えられた[9][10]。
- 1917年9月26日-10月10日 - 大正大洪水
  - 加茂地区で木津川本提が、木津町では左岸堤防が、上狛地区で右岸堤防が決壊。笠置橋が流失した[11]。この水害を受け、現在は桜の名所となっている背割り堤（八幡市）もこの河川改修の時に造られた。
- 1953年8月15日 - 南山城水害
  - 京都府南部に発生した集中豪雨により、天井川堤防の決壊、河川氾濫、ため池の決壊などで死者と行方不明者が336人となるなど、多大な被害がもたらされた。玉水橋、泉橋（現在は泉大橋）が流失した[12]。
- 1953年9月24日 - 台風13号
  - 木津川流域の各地で浸水が発生した。南山城水害と台風13号の発生は高山ダムなどの建設計画が進むきっかけとなった[13]。
- 1959年9月25日 - 伊勢湾台風
  - 木津川の水位上昇で南山城村では役場を含む50戸が浸水し、笠置町では約300戸が浸水して流出12戸、半壊10戸にのぼった[14]。
- 1976年9月8日-13日 - 台風17号
- 1990年9月19日-20日 - 台風19号

## 河川施設

### ダム可動堰一覧
| 一次 支川名 （本川） | 二次 支川名 | 三次 支川名 | ダム名     | 堤高 (メートル） | 総貯水 容量 （千m3） | 型式         | 事業者       | 備考             |
| -------------------- | ----------- | ----------- | ---------- | ---------------- | -------------------- | ------------ | ------------ | ---------------- |
| 木津川               | －          | －          | 大河原ダム | －               | －                   | 重力式       | 関西電力     | 小堰堤           |
| 木津川               | －          | －          | 上野遊水地 | －               | 9,000                | 遊水地       | 国土交通省   | 遊水地           |
| 木津川               | 前深瀬川    | －          | 川上ダム   | 91.0             | 33,000               | 重力式       | 水資源機構   | 木津川上流ダム群 |
| 木津川               | 伊自岐川    | 滝川        | 滝川ダム   | 31.4             | 282                  | 重力式       | 三重県       |                  |
| 木津川               | 名張川      | －          | 比奈知ダム | 73.5             | 45,000               | 重力式       | 水資源機構   | 木津川上流ダム群 |
| 木津川               | 名張川      | －          | 高山ダム   | 67.0             | 56,800               | 重力式アーチ | 水資源機構   | 木津川上流ダム群 |
| 木津川               | 名張川      | 青蓮寺川    | 青蓮寺ダム | 82.0             | 27,200               | アーチ式     | 水資源機構   | 木津川上流ダム群 |
| 木津川               | 名張川      | 宇陀川      | 宮奥ダム   | 39.5             | 580                  | 重力式       | 奈良県       |                  |
| 木津川               | 名張川      | 宇陀川      | 室生ダム   | 63.5             | 16,900               | 重力式       | 水資源機構   | 木津川上流ダム群 |
| 木津川               | 遅瀬川      | －          | 上津ダム   | 63.5             | 6,100                | 重力式       | 農林水産省   |                  |
| 木津川               | 布目川      | －          | 布目ダム   | 72.0             | 17,300               | 重力式       | 水資源機構   | 木津川上流ダム群 |
| 木津川               | 白砂川      | 須川        | 須川ダム   | 31.5             | 797                  | アーチ式     | 奈良市水道局 |                  |

- 注1：黄色欄は建設中・再開発中もしくは計画中のダム（2011年現在）。
- 注2：赤欄は国土交通省、または嘉田滋賀県知事が建設凍結を表明したダム。
- 注3：青欄は木津川上流ダム群。

### 橋梁
- 坂下橋（三重県道2号伊賀青山線） - （三重県伊賀市）
- 酒解橋 - （三重県伊賀市）
- 下出橋 - （三重県伊賀市）
- 井手橋（三重県道2号伊賀青山線） - （三重県伊賀市）
- 風呂橋（三重県道2号伊賀青山線） - （三重県伊賀市）
- 上切橋 - （三重県伊賀市）
- 滝橋（三重県道2号伊賀青山線） - （三重県伊賀市）
- 滝仙寺橋 - （三重県伊賀市）
- 稲広橋 - （三重県伊賀市）
- 新妙楽地橋（三重県道2号伊賀青山線） - （三重県伊賀市）
- 勝地大坪橋 - （三重県伊賀市）
- 丸血橋 - （三重県伊賀市）
- 川南橋 - （三重県伊賀市）
- 勝地橋 - （三重県伊賀市）
- 久保橋 - （三重県伊賀市）
- 八反田橋（三重県道683号枅川青山線） - （三重県伊賀市）
- 上川原橋 - （三重県伊賀市）
- （近鉄大阪線） - （三重県伊賀市）
- 大坪橋 - （三重県伊賀市）
- 中山橋（国道165号） - （三重県伊賀市）
- 天狗大橋（伊賀コリドール ロード） - （三重県伊賀市）
- 岡田橋 - （三重県伊賀市）
- 大村橋 - （三重県伊賀市）
- 阿保橋 - （三重県伊賀市）
- 戎橋 - （三重県伊賀市）
- 大縄橋（三重県道29号松阪青山線） - （三重県伊賀市）
- 笛吹橋（三重県道29号松阪青山線） - （三重県伊賀市）
- 後瀬橋 - （三重県伊賀市）
- 新羽根橋（国道165号） - （三重県伊賀市）
- 塚原橋 - （三重県伊賀市）
- 高瀬橋 - （三重県伊賀市）
- （近鉄大阪線） - （三重県伊賀市）
- （伊賀鉄道伊賀線） - （三重県伊賀市）
- 比土橋 - （三重県伊賀市）
- 伊賀神戸大橋（三重県道57号上野名張線）- （三重県伊賀市）
- 古郡橋 - （三重県伊賀市）
- 暗崎橋 - （三重県伊賀市）
- 下神戸橋 - （三重県伊賀市）
- 上郡丸山橋（三重県道686号上野島ヶ原線） - （三重県伊賀市）
- 依那古橋 - （三重県伊賀市）
- 郡橋 - （三重県伊賀市）
- 猪田橋（三重県道688号依那具山出線） - （三重県伊賀市）
- 笠部橋 - （三重県伊賀市）
- 大内橋（国道368号） - （三重県伊賀市）
- 木津川大橋（名阪国道） - （三重県伊賀市）
- 大野木橋（国道25号） - （三重県伊賀市）
- 長田橋（旧大和街道） - （三重県伊賀市）
- 新長田橋（国道163号） - （三重県伊賀市）
- 高倉大橋（伊賀コリドールロード） - （三重県伊賀市）
- 岩倉大橋 - （三重県伊賀市）
- しあん橋 - （三重県伊賀市）岩倉峡公園内にある歩行者専用の吊橋。長さ115m、高さ36m、幅1.5m。
- 鯛ケ峯大橋 - （三重県伊賀市）
- 島ヶ原大橋（三重県道305号観菩提寺線） - （三重県伊賀市）
- 新島ヶ原大橋（国道163号） - （三重県伊賀市）
- 笹瀬橋（京都府道753号月ヶ瀬今山線） - （京都府相楽郡南山城村）
- 大河原大橋（京都府道82号上野南山城線） - （京都府相楽郡南山城村）
- 大河原橋 - （京都府相楽郡南山城村）沈下橋で、増水時には水没する。
- 木津川橋梁（JR関西本線） - （京都府相楽郡笠置町）
- 笠置橋（京都府道4号笠置山添線） - （京都府相楽郡笠置町）
- 恭仁大橋（京都府道44号奈良加茂線） - （京都府木津川市）
- 木津川橋（国道163号、都市計画道路東中央線） - （京都府木津川市）
- 木津川橋梁（JR奈良線） - （京都府木津川市）
- 泉大橋（国道24号） - （京都府木津川市）
- 開橋（京都府道71号枚方山城線） - （京都府相楽郡精華町 - 木津川市山城町）
- 玉水橋（京都府道65号生駒井手線） - （京都府京田辺市 - 綴喜郡井手町）
- 山城大橋（国道307号） - （京都府京田辺市 - 城陽市）
- 木津川橋梁（近鉄京都線） - （京都府京田辺市 - 城陽市）
- 新木津川橋（京奈和自動車道） - （京都府京田辺市 - 城陽市）
- 新名神木津川橋（新名神高速道路） - （京都府京田辺市 - 城陽市）
- 上津屋橋（京都府道281号八幡城陽線） - （京都府八幡市 - 久世郡久御山町）歩行者専用の流れ橋。
- 木津川橋（第二京阪道路） - （京都府八幡市 - 久世郡久御山町）有料道路部分の橋。
- 新木津川大橋（第二京阪道路#一般部） - 第二京阪道路に並走する一般道（京都南道路）部分の橋。
- 木津川大橋（国道1号） - （京都府八幡市 - 久世郡久御山町）
- 木津川橋梁（京阪本線） - （京都府八幡市）
- 木津川御幸橋（京都府道13号京都守口線） - （京都府八幡市）

### 流域上下水道施設
- 宇陀川浄化センター

室生ダム（奈良県宇陀市）の上流にある宇陀川流域下水道の下水処理場。窒素・リンを除去する高度処理設備を持ち、支流の宇陀川に排水している。
- 青山清水園

奈良市青山にある奈良市の下水処理場。窒素・リンを除去する高度処理設備を持ち、支流の鹿川へ排水している。
- 佐保台浄化センター

奈良市佐保台にある奈良市の下水処理場。窒素・リンを除去する高度処理設備持ち、支流の鹿川へ排水している。
- 京都府営水道木津浄水場

木津川市木津町にある浄水場。京田辺市・木津川市・精華町に供給しているほか、緊急時には宇治浄水場（宇治川）や乙訓浄水場（桂川）との相互供給が可能である（水道本管でつながれている）。
- 加茂町浄化センター

支流の土堀川にある下水処理場。木津川市加茂町大字里小字北古田に位置する。
- 木津川上流浄化センター

京都府木津川市、相楽郡精華町の汚水を処理する木津川上流流域下水道の終末処理場。窒素・リンを除去する高度処理設備を有する。相楽郡精華町大字下狛小字椋ノ木に位置し、1999年11月に供用開始した。
- 洛南浄化センター

京都府八幡市、京田辺市、京都市伏見区、久世郡久御山町、宇治市、城陽市、綴喜郡井手町、木津川市山城町の汚水を処理する木津川流域下水道の終末処理場。窒素・リンを除去する高度処理設備がある。宇治川と木津川に挟まれた八幡市八幡焼木に位置し、1986年3月に供用開始した。

## 行事
- 京都木津川マラソン - 毎年2月に京田辺市の草内木津川運動公園を発着地点として、木津川の南岸の京都府道801号京都八幡木津自転車道線を中心に行われるマラソン大会。